# Kim Min-hee (atriz, nascida em 1972)
Kim Min-hee (nascida Kim Yoon-kyung; 28 de agosto de 1972) é uma atriz sul-coreana.

## Prêmios e indicações
| Ano  | Prêmio               | Categoria         | Obra indicada | Resultado | Ref.  |
| ---- | -------------------- | ----------------- | ------------- | --------- | ----- |
| 1981 | Paeksang Arts Awards | Melhor nova atriz | The One Love  | Venceu    | [ 1 ] |